# Softversko trunjenje
Softversko trunjenje (eng. software rot), trunjenje koda (eng. code rot), softverska erozija (eng. software erosion) ili softverski raspad (eng. software decay) je vid trunjenja bitova. Opisuje postupnog pogoršavanja softvera tijekom vremena koje vodi do toga da postaje defektnim, neuporabljivim, s pogreškama ili u najmanju ruku će zahtijevati održavanje. Ovo nije fizička pojava: softver se zapravo ne raspada, ali trpi posljedice toga što vremenom ga se sve nedostatnije ažurira, gledom na okružje u kojem se nalazi se sve više mijenja.

## Usporedi
- antiobrazac
- softverska entropija
- softverska krtost
- trunjenje bitova
- kodni smrad
- bug (softver)
- špageti kod
- refaktoriranje koda